# 叙利亚救国政府
叙利亚救国政府（阿拉伯语：حكومة الإنقاذ السورية）是從2017年11月2日至2024年12月10日由土耳其支持的部分叙利亚反对派以及沙姆解放组织在叙利亚北部伊德利卜省成立的政府，也是沙姆解放组织的行政機構。该政府在“大叙利亚会议”上成立，会议选举穆罕默德·阿勒谢赫为总理，前叙利亚空军上校和自由叙利亚军的创始人里亚德·阿萨德为负责军事事务的副总理，另选出11位部长负责内政、司法、教育和经济等事务。这一决定是在叙利亚和土耳其的巴卜-哈瓦过境点举行的新闻发布会上宣布的。该政府宣布独立于所有军事派系。2024年12月10日，在阿薩德政權垮台兩天後，救國政府首腦巴希爾組建敘利亞過渡政府。